# Lobus guineae
Lobus guineae là một loài ruồi trong họ Asilidae. Lobus guineae được Martin miêu tả năm 1972.